# Tupi (Philippines)
Pour les articles homonymes, voir Tupi.
Tupi est une localité de la province de Cotabato du Sud, aux Philippines. En 2015, elle compte 69 976 habitants.